# Mohamed Aly Reda
Mohamed Aly Reda (* 19. Februar 1975 in Kairo) ist ein ehemaliger ägyptischer Boxer im Superschwergewicht. Aly gewann Silbermedaillen bei den Panafrikanischen Spielen 2003 und den Olympischen Spielen 2004.
Nachdem Aly in den Jahren 1997 und 1999 bei den Militärweltmeisterschaften im Viertelfinale gescheitert war, gewann er 2003 bei den Panafrikanischen Spielen in Abuja (Nigeria) die Silbermedaille, als er dem Lokalmatador Gbenga Oluokun nach Punkten unterlag. Mit diesem Erfolg konnte er sich für die Teilnahme an den Olympischen Spielen 2004 in Athen qualifizieren.
2004 gelang ihm in Athen die große Sensation, als er mit drei überraschenden Siegen gegen favorisierte Gegner in das Finale der höchsten Gewichtsklasse einziehen konnte und somit olympisches Silber gewann: im Achtelfinale schlug Aly Carlos Takam aus Kamerun, im Viertelfinale den Litauer Jaroslavas Jakšto sowie im Halbfinale den Kubaner Michel López knapp nach Punkten. Zum Finale gegen Alexander Powetkin trat er wegen einer Schulterverletzung nicht mehr an und überließ dem Russen kampflos Gold.
Nach den Olympischen Spielen zog sich Aly aus dem aktiven Sport zurück und gründete 2006 eine Kampfsportakademie in New Cairo.